# Дагестанское книжное издательство
«Дагеста́нское кни́жное изда́тельство» — советское и российское государственное издательство. Основано в 1921 году в Махачкале.

## История
Основано в 1921 году в связи с образованием Дагестанской Автономной Советской Социалистической Республики. По другим сведениям, основано 28 октября 1925 года в соответствии с постановлением Совета народных комиссаров ДАССР.
Специализировалось на выпуске массово-политической, производственно-технической, сельскохозяйственной, научно-популярной и художественной литературы на девяти (позднее четырнадцати) языках дагестанских народов. В «Дагестанском книжном издательстве» были изданы произведения Махмуда из Кахаб-Росо, Е. Эмина, О. Батырая, И. Казака, Г. Цадасы, С. Стальского, А. Г. Гафурова, Т. А. Хрюгского, Э. М. Капиева и другх, а также впервые опубликованы научные труды Р. М. Магомедова, А. Г. Агаева, Г. Г. Гамзатова, С. Ш. Гаджиевой, А. Р. Шихсаидова.
В 2004 году издательство стало государственным унитарным предприятием.
| Статистика по объёмам производства. 1979–1990 годы | Статистика по объёмам производства. 1979–1990 годы | Статистика по объёмам производства. 1979–1990 годы | Статистика по объёмам производства. 1979–1990 годы | Статистика по объёмам производства. 1979–1990 годы | Статистика по объёмам производства. 1979–1990 годы | Статистика по объёмам производства. 1979–1990 годы | Статистика по объёмам производства. 1979–1990 годы |
| —                                                  | 1979                                               | 1980                                               | 1982                                               | 1983                                               | 1984                                               | 1985                                               | 1990                                               |
| -------------------------------------------------- | -------------------------------------------------- | -------------------------------------------------- | -------------------------------------------------- | -------------------------------------------------- | -------------------------------------------------- | -------------------------------------------------- | -------------------------------------------------- |
| Книг и брошюр, печатных единиц                     | 153                                                | 129                                                | 162                                                | 138                                                | 193                                                | 117                                                | 169                                                |
| Тираж, тыс. экз.                                   | 389,2                                              | 317,6                                              | 586,9                                              | 586,0                                              | 536,7                                              | 488,0                                              | 1161,7                                             |
| Печатных листов-оттисков, тыс.                     | н. д.                                              | 3534,2                                             | 7691,1                                             | 8354,9                                             | 8533,8                                             | 7620,4                                             | 15674,4                                            |